# Francisco Maturana
Francisco Antonio Maturana García (ur. 15 lutego 1949 w Quibdó) – piłkarz kolumbijski grający na pozycji obrońcy, a obecnie trener. Nosi przydomek „Pacho”. Maturana z zawodu jest dentystą. Ukończył studia stomatologiczne na Uniwersytecie Antioquia w Medellin.

## Kariera piłkarska
Piłkarską karierę Maturana rozpoczynał w 1970 w Atlético Nacional, w którym grał przez okres 10 lat. Największymi sukcesami jakie odniósł z klubem z Medellin były dwa mistrzostwa Kolumbii w latach 1973 i 1976. Pod koniec kariery Maturana grał jeszcze w Atlético Bucaramanga oraz Deportes Tolima, ale nie odniósł z tymi klubami większych sukcesów. Karierę zakończył w 1982 w wieku 33 lat.
W swojej karierze Maturana występował także w reprezentacji Kolumbii i zagrał między innymi w 6 meczach eliminacji do Mistrzostw Świata w Hiszpanii.

## Kariera trenerska
Trenerską karierę Maturana rozpoczął w 1986 i został wówczas szkoleniowcem Once Caldas. Rok później został szkoleniowcem reprezentacji Kolumbii, którą doprowadził do 3. miejsca i brązowego medalu turnieju Copa América 1987. W tym samym roku został także szkoleniowcem Atlético Nacional Medellin, które w 1989 doprowadził do triumfu w Copa Libertadores (0:2, 2:0 z Olimpią Asuncion. Wtedy też z Kolumbią przeszedł pomyślnie eliminacje do Mistrzostw Świata we Włoszech. Na Mundialu w Italii zaszedł z kadrą do 1/8 finału, co jest najlepszym wynikiem w historii występów Kolumbii na mistrzostwach świata.
Po mistrzostwach we Włoszech Maturana został trenerem hiszpańskiego Realu Valladolid. Zespół ten trenował blisko rok i wrócił do kraju, do Ameriki Cali, z którą w 1992 zdobył mistrzostwo kraju. W 1993 został wybrany Najlepszym Trenerem Ameryki Południowej w plebiscycie „El Pais”, a hiszpańska Marca uznała go trzecim trenerem świata. Wtedy też z Kolumbią po raz drugi z rzędu awansował do finałów mistrzostw świata, w po drodze zespół ten między innymi rozgromił 5:0 Argentynę na jej terenie. Tym samym Kolumbia była stawiana w roli faworyta Mistrzostw Świata w USA. Drużyna przegrała jednak dwa pierwsze mecze: z Rumunią 1:3 i USA 1:2 i odpadła z dalszych rozgrywek (wygrała jedynie ze Szwajcarią 2:0 w ostatnim meczu). Maturana został zwolniony ze stanowiska.
Niedługo potem kolumbijski szkoleniowiec trafił do Atlético Madryt, jednak nie wytrzymał tam zbyt długo. W 1995 pracował jako selekcjoner reprezentacji Ekwadoru. Po nieudanych kwalifikacjach do Mistrzostw Świata we Francji został zwolniony ze stanowiska i został trenerem Millonarios FC.
W 1999 Maturana był selekcjonerem reprezentacji Kostaryki, a w 2000 parę miesięcy trenował Peru. W 2001 wrócił na stanowisko reprezentacji Kolumbii i wygrał z nią Copa América 2001. Później pracował w saudyjskim Al-Hilal i wygrał z tym klubem mistrzostwo kraju oraz Azjatycką Ligę Mistrzów, a następnie w argentyńskim Colon Santa Fe.
Obecnie Maturana pracuje w FIFA jako konsultant techniczny i między innymi uczestniczy obok Fabio Capello czy Cesara Menottiego w międzynarodowych seminariach na temat piłki nożnej.

## Odznaczenia
- 1994  Kawaler Orderu Boyacá (Kolumbia)